# Flygtningenævnet
Flygtningenævnet er en statsinstitution under Udlændinge- og Integrationsministeriet. Nævnet træffer de endelige afgørelser om tildeling eller afvisning af asylstatus og opholdstilladelse til flygtninge og migranter i Danmark. Afgørelser om asyl træffes i første instans af Udlændingestyrelsen. Det er ikke muligt at anke Flygtningenævnets afgørelser eller at få sin asylsag for en uvildig domstol i Danmark, hvilket har været skarpt kritiseret af FN og andre menneskerettighedsorganisationer. 
Kritikken er blevet afvist af regeringen med forklaringen at Flygtningenævnet er et "domstolslignende organ". Flygtningenævnets domstolslignende karakter er dog blevet reduceret igennem årene og de parter der repræsenterede flygtningens interesser er blevet udelukket, hvorimod regeringen er repræsenteret. 
I 1983 bestod nævnet af 7 medlemmer: En dommer, tre medlemmer udpeget henholdsvis af socialministeren, justitsministeren og udenrigsministeren, et medlem udpeget af Advokatrådet, to medlemmer udpeget af Dansk Flygtningehjælp.
I 2002 blev nævnet skåret ned til 3 medlemmer: En dommer, et medlem udpeget af Advokatrådet og et medlem fra Ministeriet for Flygtninge, Indvandrere og Integration. 
I 2011 blev nævnet udvidet med 2 ekstra medlemmer: Et medlem udpeget af Udenrigsministeriet og et medlem udpeget af Dansk Flygtningehjælp.
Ved lov nr. 1561 af 13. december 2016 om ændring af udlændingeloven blev Flygtningenævnets sammensætning ændret igen, således at Dansk Flygtningehjælp og udenrigsministeren ikke længere skulle indstille medlemmer til nævnet. Flygtningenævnet består derfor i dag af 3 medlemmer: En dommer, et medlem udpeget af Advokatrådet og et medlem fra Udlændinge- og Integrationsministeriet.

## Eksterne links
- Flygtningenævnet – officiel website Arkiveret 6. september 2007 hos  Wayback Machine